# Latin mondattan
A latin mondattan a latin nyelv szintaxisával foglalkozó tudományterület, mely egyrészt a nyelv belső szerkezetét és a nyelvhasználatot mutató dokumentumokat vizsgálva, másrészt a rokon nyelvekkel való összehasonlítás alapján  igyekszik a mondatalkotás sajátosan latin rendszerét leírni és magyarázni; ugyanakkor természetesen állandó hatással vannak rá az elméleti nyelvészet által a nyelvek univerzális tulajdonságainak figyelembe vételével felállított új és újabb mondattani elméletek, iskolák.

## Története
A latin mondattan legkorábbi művelői maguk a „latinok”, a latin grammatikusok, köztük olyan, a tudományterületre századokon át rendkívül jelentős hatást gyakorló szerzőkkel, mint Aelius Donatus, Priscianus, Probus.

## Rendszere
Minthogy a mondattan a mondat szerkezetét, belső struktúráját vizsgálja – egyrészt a mondatrészek és a tagmondatok fajtáit, másrészt a szerkezeti elemek mondattá való összekapcsolódásának szabályszerűségeit –, nem létezhet olyan rendszerszerű elemzés, amely ne ezek valamilyen elmélet szerinti szemléletére alapozna, attól függően, mit gondol a szavakból épülő szintaktikai és szemantikai egységekről, ezek meghatározásáról.
Ebben a fejezetben tehát ennek megfelelően történeti és fontossági sorrendben ismertetjük a szintaxissal foglalkozó legfontosabb iskolákat.

### A Töttössy-féle rendszer
Töttössy Csaba indogermanista, klasszika-filológus 1953 és 2001 között tartotta mondattani előadásait az ELTE BTK-n. A komplett rendszert ismertető monográfia születése egyelőre még várat magára, a részeredményeket azonban az eltelt évtizedekben folyamatosan publikálta, ezek alapján körvonalazódik a szisztéma.